# Torre Picada
La Torre Picada es una antigua torre de vigilancia situada en la Costa de la Atalaya y que mira sobre el Puerto de Sóller, en Mallorca (Islas Baleares, España).
Se encuentra a menos de media hora a pie del puerto. Es un agradable paseo donde desde el alto, a 157 metros, se puede apreciar el mar, el puerto de Sóller y S'Illeta. Es Bien de Interés Cultural desde 1949.

## Historia

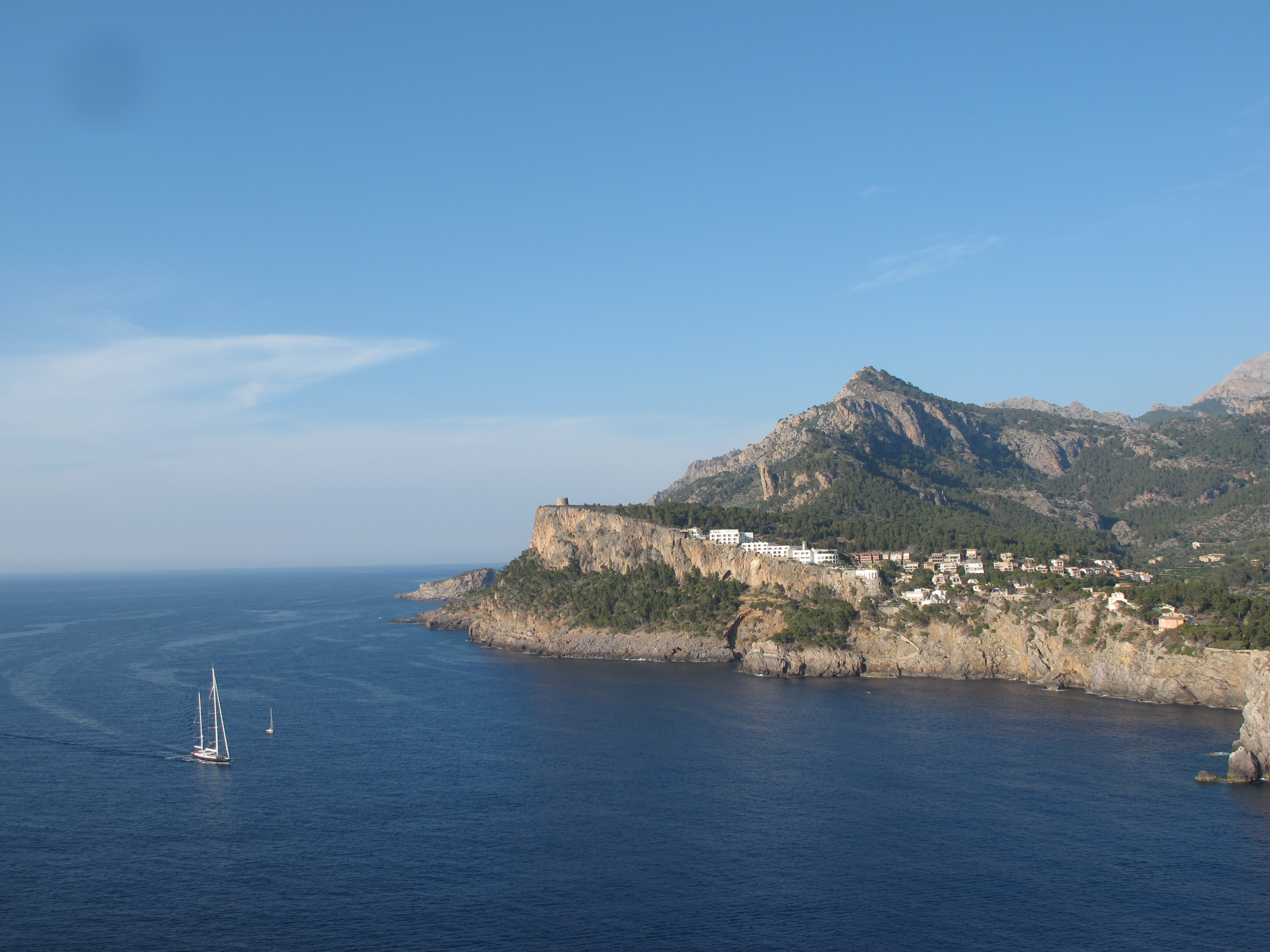
Torre Picada al borde del acantilado.

Forma parte de un extenso sistema de señales y vigilancia de toda la costa mallorquina. La Torre Picada se empezó a proyectar después del saqueo de Sóller de 1561, pero no fue hasta el año 1614 que se empezó a construir. El edificio se finalizó a principios del siglo XVII, en concreto en 1622. Esta fecha todavía se encuentra grabada a la entrada de la torre.
El sistema funcionaba con señales de fuego y de humo. En la torre habitaban vigilantes. Cada época fue diferente pero la capacidad de la torre se planificó para tres personas. Dos vigilantes de rango bajo y un teniente. Cuando aparecía una amenaza en el mar, se encendían fuegos, según el número de barcos vistos. Esta señal se desplazaba de torre en torre, puesto que cada una podía ver la siguiente (actualmente desde la Torre Picada únicamente se puede ver la del norte).
La señal final llegaba a la torre de Àngel, que se encuentra en el Palacio Real de La Almudaina en Palma. Una vez dado el aviso, cada población se organizaba para hacer frente a la amenaza y para estar preparados ante cualquier problema.
La torre picada estuvo en activo hasta el siglo XIX, donde sus funciones eran las de vigilar el contrabando. Así mismo, durante la guerra civil hubo actividad, especialmente para vigilar si venían aviones desde la península. Todavía se puede apreciar las marcas de la escalera de hierro que se instaló para acceder cómodamente en la primera planta.

## Arquitectura
La torre picada consta de dos plantas de techos con bóvedas y una cubierta plana que hace las funciones de terraza. Los muros de la torre miden unos tres metros de anchura, debido a la escasez de cimientos y a la necesidad de aguantar las dos bóvedas de piedra. Mide 11 metros de altura.
Se conserva en la cubierta un cañón de acero, probablemente del siglo XXIII.[cita requerida] En el patio exterior hay restos de unas cuadras y de un aljibe de agua dulce. En general, se conserva bastante bien si se compara con otras torres que forman parte del mismo sistema de vigilancia. Aun así, el abandono de estas atalayas es muy evidente.